# Игараси, Кодзи
Кодзи Игараси (яп. 五十嵐 孝司 Игараси Кодзи, 17 марта 1968, Фукусима. Также известен как «IGA») — японский продюсер видеоигр, программист, сценарист и креативный директор. Игараси начал свою карьеру в 1990 году после того, как получил должность программиста в компании Konami. За последующие 10 лет он продвинулся до старших должностей в компании и работал над игрой Castlevania: Symphony of the Night в качестве программиста, сценариста и помощника руководителя. Позже он стал ведущим продюсером серии Castlevania: начиная с Castlevania Chronicles в 1999 году и заканчивая Castlevania: Harmony of Despair в 2011 году. Во время работы в Konami, Игараси работал и над другими играми, такими как Nano Breaker и Tokimeki Memorial. В 2014 году Игараси покинул Konami, чтобы потом стать сооснователем компании Artplay, которая в июне 2019 года выпустила игру Bloodstained: Ritual of the Night, являющуюся духовной наследницей Symphony of the Night. 

## Ранние годы
Кодзи Игараси родился в Японии, в префектуре Фукусима 17 марта 1968 года. Его отец был лесорубом и изначально Игараси хотел стать столяром, а впоследствии — художником. В подростковом возрасте, Игараси исследовал руины близлежащего замка Коминэ с видеокамерой. Его первым знакомством с видеоиграми стала Pong от Atari в возрасте 10 лет. Через два года, после того, как он попробовал портированную версию аркадной игры Crazy Climber на компьютере друга, Игараси захотел заниматься созданием игр, для чего начал изучать язык программирования Бейсик и ассемблер, и писать любительские игры. Во время учёбы в университете, Игараси получил предложение о работе в фирме Grafika, от которого он отказался. Второе предложение оказалось от компании Konami и Игараси его принял.

## Карьера

### Konami
После выпуска из университета, Игараси начал работать в Konami. Его первой задачей в качестве программиста стала работа над игрой-симулятором для отдела компании занимавшимся обучающими программами. Команда брала идеи из серии игр Fire Emblem и проект должен был стать бизнес симулятором, однако после 12 месяцев разработки был отменён. Игараси перешёл в подразделение разработки потребительских продуктов и работал над искусственным интеллектом противников в портированной версии игры Detana!! TwinBee на платформе PC Engine. Позже Игараси работал над сюжетом симулятора свиданий Tokimeki Memorial для PC Engine Super CD-ROM². Девушка разработчика, которая впоследствии стала его женой, работавшая в Konami над игрой Castlevania: Rondo of Blood, дала Игараси советы по написанию сюжета для Tokimeki Memorial, а сам он начал во время перерывов играть в Rondo of Blood. После завершения разработки симулятора свиданий, Игараси сообщил своему начальнику, что у него нет желания участвовать в создании сиквела Tokimeki Memorial и что он бы хотел перейти в другой отдел. Из-за хороших продаж игры, начальник согласился и Игараси попросил, чтобы его включили в команду разработки Castlevania.
Игараси начал работать над игрой серии Castlevania для Sega 32X, однако проект был отменён, так как Konami переключила фокус с провальной 32X на PlayStation. Следующим проектом Игараси стала игра Castlevania: Symphony of the Night для PlayStation, где он занимался написанием сценария и программированием. В середине цикла разработки, руководитель проекта, Тору Хагихара получил повышение, в результате чего Игараси занял место бывшего начальника для того, чтобы завершить разработку. Игра была хорошо принята прессой и позже повлияла на формирование жанра «Метроидвания», при этом продажи не были высокими.
Игараси был продюсером Castlevania Chronicles, которая являлась портированной версией игры 1993 года на платформе Sharp X68000. После этого, Игараси стал продюсером и сценаристом для Castlevania: Harmony of Dissonance, которая стала второй игрой серии выпущенной на Game Boy Advance. Целью проекта было создание игры, похожей на Symphony of the Night, для чего к работе была привлечена Аями Кодзима в качестве дизайнера персонажей, которая раньше работала над Symphony of the Night. Игараси посчитал, что предыдущая игра, Castlevania: Circle of the Moon, была очень тёмной для экрана Game Boy Advance, поэтому он решил что игра должна быть более светлой.
Во время этого периода, на медиа событиях, таких как выставка Electronic Entertainment Expo, Игараси можно было видеть одетым в ковбойскую шляпу и носящего с собой кожаный хлыст.
В марте 2007 года, писатель Уоррен Эллис анонсировал, что он работает над Direct-to-DVD анимационной адаптацией Castlevania III: Dracula’s Curse вместе с Игараси. Эллис рассказал как он работал вместе с Игараси, чтобы фильм соответствовал временной линии серии, включая написание новой предыстории и то, что во время работы с Игараси потребовалось восемь раз переписать материалы для препродакшена. После пребывания проекта в производственном аду в течение 8 лет, финальная версия вышла под названием «Кастлвания» на стриминговом сервисе Netflix в 2017 году.
В 2008 году на выставке Tokyo Game Show, Игараси представил трейлер грядущей игры серии, где главным персонажем был Алукард, и которая должна была выйти на PlayStation 3 и Xbox 360. Игараси отмечал, что хотя на проект потратили больше количество времени и денег, процесс разработки не был гладким. Одновременно с этим, испанская компания MercurySteam сделала прототип, который по мнению самого Игараси выглядел лучше, чем его проект. В результате, Konami решила отменить игру Игараси и вместо этого работать с MercurySteam. Игра была выпущена под названием Castlevania: Lords of Shadow в 2010 году, Игараси не принимал никакого участия в её разработке и после этого не делал никаких предложений о создании двухмерных игр Castlevania.
В конце 2011 года, разработчик перешёл в подразделение Konami по разработке игр для социальных сетей. Он по-прежнему занимался продюсированием некоторых игр для консолей: в 2011 году он руководил разработкой Otomedius Excellent, скролл-шутером для Xbox 360, а также игрой для Kinect, Leedmees и работал над локализацией порта игры Scribblenauts на Nintendo DS. Бизнес-модель Konami сместилась в сторону разработки мобильных игр. Игараси пытался создавать мобильные игры, которые были бы по игровому процессу похожи на консольные, однако не смог выпустить ни одного проекта. Разработчик посчитал, что его опыт работы с консольными играми сделали невозможным переключение на игры для социальных сетей и в марте 2014 года, Игараси ушёл из Konami.
Из всех игр Castlevania, над которыми Игараси трудился, он считает своей самой любимой - Symphony of the Night, а из всей серии ему нравятся Castlevania III: Dracula's Curse за качество звука и игровой мир, а также Castlevania: Aria of Sorrow, из-за изменений, которые она привнесла в серию.

### ArtPlay
Игараси пытался самостоятельно найти издателя, который бы профинансировал разработку новой консольной игры, но потерпел неудачу. В сентябре 2014 года он стал одним из основателей компании ArtPlay. Генеральным директором выступил китайский бизнесмен Фенг Ганг, а Игараси стал главным продюсером новой студии. Изначально разработчик встретил своего бизнес-партнёра во время работы над мобильной игрой в Konami, однако проект не был завершён. И Игараси, и его партнёр оба ушли из своих компаний, при этом партнёр предложил разработчику вместе основать новую компанию по разработке мобильных игр, но Игараси изначально отказался, так как не хотел заниматься такими проектами. У ArtPlay есть китайское и японское подразделения, Игараси работает в японском. Компания занимается как мобильными, так и консольными играми, при этом выручка от мобильных игр направляется на разработку консольных, а выпущенные консольные игры становятся материалом для спин-оффов на мобильных устройствах. Капитал ArtPlay составил 2,3 миллиарда иен. В 2015 году Игараси посетил выставку ChinaJoy Game Developer Conference (CDGC) в Китае.
Вдохновляясь примером Кэйдзи Инафунэ, который ушёл из Capcom, чтобы основать собственную студию и создать свою игру Mighty No. 9 задействуя краудфандинг, Игараси решил для своего проекта запустить кампанию на Kickstarter. За месяц до начала кампании, разработчик вместе с 2 Player Productions снял видеопрезентацию в замке Кастелло ди Амороса в Калифорнии. Кампания финансирования проекта Bloodstained: Ritual of the Night, духовного наследника игр Castlevania в жанре метроидвании, началась в мае 2015 года. Поставленной целью было собрать 500 000 долларов США, но уже к окончанию первых суток было собрано более миллиона . Всего проекту удалось собрать 5,5 миллионов долларов, что сделало его самым успешным среди видеоигр, использовавших краудфандинг, до тех пор пока этот результат не был превзойдён кампанией игры Shenmue III, которая прошла через два месяца. Bloodstained: Ritual of the Night была выпущена на нескольких платформах в июне 2019 года и получила положительную оценку от рецензентов. Кроме Bloodstained, ArtPlay в 2015 году также анонсировала мобильную игру Code S Plan.
В октябре 2018 года, Игараси объявил, что он будет работать с Sega над проектом Revolve8. Игра является PvP стратегией в реальном времени для мобильных систем и была выпущена названием Revolve8: Episodic Duelling на iOS и Android.